# Richie Furay
Paul Richard Furay, född 9 maj 1944 i Yellow Springs, Ohio, är en amerikansk musiker.
Furay inledde sin musikaliska bana genom att uppträda ensam på olika folkklubbar i USA i mitten av 1960-talet. Furay ingick även i banden The Monks och The Au Go Go Singers. I det senares sättning ingick även Stephen Stills och när Stills och Furay träffade Neil Young bildades Buffalo Springfield, tillsammans med Bruce Palmer och Dewey Martin. Gruppen släppte tre album åren 1967–1968 och upplöstes därefter.
Efter Buffalo Springfield fortsatte Furay i banden Poco och Souther-Hillman-Furay Band, men har även spelat in skivor under eget namn.

## Diskografi
Soloalbum
- 1976 – I've Got a Reason
- 1978 – Dance a Little Light
- 1979 – I Still Have Dreams
- 1980 – Songs of Richie Furay (samlingsalbum)
- 1982 – Seasons of Change
- 1997 – In My Father's House
- 2005 – I Am Sure
- 2006 – The Heartbeat of Love
- 2009 – ALIVE (livealbum)
- 2015 – Hand In Hand
- 2021 – 50th Anniversary Return To The Troubadour (livealbum)